# Persona 4: Dancing All Night
Persona 4: Dancing All Night (яп. ペルソナ４ ダンシングオールナイト, кириліз.: Перусона Фо: Даншінґу Ору Наіто) — японська ритмічна гра, розроблена студією P-Studio та видана компанією Atlus у 2015 році для консолі PlayStation Vita. Гра є спінофом Persona 4 (2008) і входить до антології Persona, яка, своєю чергою, є частиною франшизи Megami Tensei. Після релізу Dancing All Night отримала загалом позитивні відгуки критиків.
Порт для PlayStation 4 було включено до спеціального видання Endless Night Collection, яке також містить Persona 3: Dancing in Moonlight та Persona 5: Dancing in Starlight.

## Ігровий процес
Persona 4: Dancing All Night — ритмічна гра, в якій персонажі з Persona 4 танцюють під музику з серії Persona, включно з оригінальними композиціями та їх аранжуваннями. Нові пісні відкриваються після проходження попередніх. Гра поділена на два основних режими:
- Сюжетний режим, у якому гравці проходять історію гри, розділену на музичні рівні;

- Вільний танець, де гравці можуть обирати будь-яку доступну пісню й проходити її на різних рівнях складності.

Ігровий процес використовує аналогові стики та шість основних кнопок: стрілки вгору, вліво і вниз, а також кнопки трикутник, коло та хрест. Під час гри ноти з’являються в центрі екрана й рухаються до мішеней по краях; гравець повинен вчасно натискати відповідні кнопки в такт музиці. Деякі ноти вимагають одночасного натискання двох кнопок або утримування кнопки протягом певного часу. Крім того, з’являються так звані Scratch Rings — спеціальні кільця, які потрібно активувати коротким рухом одного з аналогових стиків. Пропущення цих кілець не вважається помилкою, однак успішне влучання у рожеві Fever Rings дозволяє активувати режим Fever Mode, що дає змогу набрати більше очок під час певних частин пісні. Якщо рівень Hype Gauge (індикатора підтримки публіки) під час активації Fever Mode є достатньо високим, запускається Bond Fever, і до основного персонажа приєднується партнер з унікальною танцювальною постановкою.
Після завершення пісні гравець отримує внутрішньоігрові кошти, які можна використати для придбання нових предметів, костюмів і аксесуарів. Деякі предмети стають доступними лише після виконання певних умов, наприклад, проходження визначеної кількості пісень або здійснення встановленої кількості покупок. Костюми та аксесуари дозволяють змінювати зовнішній вигляд персонажів у режимі Free Dance. Додаткові предмети також можуть змінювати ігролад — спрощуючи або ускладнюючи його, що впливає на підсумковий рахунок та кількість отриманих коштів. Додаткові пісні, костюми й аксесуари доступні також як завантажуваний контент (DLC).

## Розробка
Persona 4: Dancing All Night була анонсована 24 листопада 2013 року під час спеціального заходу Atlus у Японії разом із Persona 5 та Persona Q: Shadow of the Labyrinth. Первинну розробку гри здійснювала компанія Dingo Inc., відома за серією ритм-ігор Hatsune Miku: Project DIVA. Проте у 2014 році, з огляду на побоювання щодо якості проєкту, головну відповідальність за розробку перебрала команда P-Studio від Atlus, залишивши Dingo у ролі допоміжного розробника. Пізніше було оголошено про реліз у Північній Америці у 2015 році. Під час Tokyo Game Show 2014 стало відомо, що японський реліз також відбудеться у 2015 році, хоча раніше його планували на осінь 2014 року. 28 червня 2015 року компанія NIS America оголосила про видання гри в Європі восени 2015 року. Згодом Bandai Namco підтвердила, що гра вийде також в Австралії та Новій Зеландії 5 листопада 2015 року. У локалізованій версії роль Рісе Куджікави озвучила Ешлі Берч через зайнятість Лори Бейлі — акторки, яка раніше озвучувала її у серії Persona.
Музичний супровід гри курував постійний композитор серії Шьоджі Меґуро, а нові композиції створював Рьота Кодзука. Саундтрек містить понад 30 треків, включаючи ремікси пісень із попередніх ігор, виконані такими музикантами, як Тецуя Комуро, Даісуке Асакура, Шінічі Осава, Това Тей, De De Mouse, Нарасакі, Banvox, Норіхіко Хібіно, Юу Міяке, Акіра Ямаока та Lotus Juice. Гравцям доступно декілька ігрових персонажів, зокрема всі вісім учасників команди розслідування з Persona 4, а також Нанако Додзіма, Марґарет і Канамі Машіта — остання вперше з’являється як ігровий персонаж. Крім того, через завантажуваний контент (DLC) можна отримати персонажів Тору Адачі (Persona 4) та Марі (Persona 4 Golden). Окремий трек із DLC дозволяє грати за персонажа Vocaloid — Хацуне Міку, яка має лише японську озвучку.

## Сприйняття
| Агрегатор  | Оцінка       |
| ---------- | ------------ |
| Metacritic | VITA: 76/100 |

| Видання     | Оцінка |
| ----------- | ------ |
| Destructoid | 8/10   |
| Famitsu     | 33/40  |
| GameSpot    | 5/10   |
| IGN         | 8.4/10 |
| Polygon     | 8.5/10 |

Японський ігровий журнал Famitsu оцінив Persona 4: Dancing All Night у 33 бали з 40 можливих, з індивідуальними оцінками 8/8/8/9. Гіт Гіндман із PlayStation LifeStyle поставив грі 8 з 10, відзначивши саундтрек і унікальну атмосферу гри як її ключові переваги. Під час дебютного тижня продажів у Японії було реалізовано 94 036 фізичних копій гри, що забезпечило їй друге місце в національному рейтингу продажів програмного забезпечення. Рецензент IGN поставив грі 8,4 з 10, зазначивши: «Persona 4: Dancing All Night підкреслює чудову музику серії Persona, водночас пропонуючи міцну сюжетну складову». Однак не всі відгуки були схвальними. Гайді Кемпс із GameSpot оцінила гру на 5 з 10, заявивши, що «Dancing All Night могла звучати як весела ідея на папері, але не витримує конкуренції з кращими портативними ритм-іграми». Вона також зазначила, що сюжет розчаровує, ігролад посередній, а єдиним справді веселим аспектом є зміна костюмів персонажів.
Гра також породила популярний інтернет-мем під назвою Bancho Dance, який поширився в соціальних мережах. Мем виник із танцю головного героя Ю Нарукамі на пісню «Specialist» у Dancing All Night. У мемах часто накладають жартівливі образи та репліки, що створює ілюзію, ніби Ю їх виголошує під час танцю.

## Продовження
Розробка наступних ігор розпочалась одночасно після успіху Persona 4: Dancing All Night. Команда мала на меті вдосконалити як ігровий процес, так і графіку. Спочатку розробники планували створити гру, засновану на Persona 3, однак паралельна розробка Persona 5 і високий інтерес фанатів до обох ігор спонукали команду працювати над двома проєктами одночасно. Внаслідок цього було ухвалено рішення випустити обидві гри одночасно. Ключовою відмінністю нових проєктів стала відсутність повноцінного сюжетного режиму. Ритм-сцени в Persona 3: Dancing in Moonlight та Persona 5: Dancing in Starlight відбуваються в рамках сну в Оксамитовій кімнаті та фокусуються на взаємодії персонажів, а не на лінійному сюжетному розвитку. Persona 3: Dancing in Moonlight та Persona 5: Dancing in Starlight були випущені у 2018 році для платформ PlayStation 4 і PlayStation Vita.